# Chris Brochu
Christopher M. „Chris” Brochu (ur. 25 czerwca 1989 w Fayetteville) – amerykański aktor i piosenkarz.

## Życiorys
Urodził się w Fayetteville w Karolinie Północnej jako syn Nity i Michaela Brochu. Dorastał z młodszym bratem − Douglasem „Dougiem” Markiem (ur. 29 września 1990) i młodszą siostrą Kaitlyn. Jego matka była menedżerką talentów dziecięcych.
W 2007 po raz pierwszy pojawił się na małym ekranie w jednym z odcinków serialu Disney Channel Hannah Montana. Jako piosenkarz i autor tekstów rozpoczął karierę solową, wydając w 2015 EP Life.

## Filmografia
- Hannah Montana (2007) jako Dex
- Zoey 101 (2007) jako chłopak amerykańskich elit
- Nieidealna (2007) jako chłopak
- Zabójcze promienie (2008) jako Riley
- Mentalista (2009) jako młody Jane
- Melissa i Joey (2011) jako Roman Maizes
- Truth Be Told (2011) jako Kenny Crane
- Lemoniada Gada (2011) jako Ray Beech
- Surferka z charakterem (2011) jako Tommy Hamilton
- Z innej beczki (2011) w roli samego siebie
- Przebudzenie (2012) jako Chris Chapman
- Agenci NCIS: Los Angeles (2012) jako podoficer Marynarki Wojennej S. Allen
- CSI: Kryminalne zagadki Nowego Jorku (2013) jako Jason Riley
- Pamiętniki wampirów (2013–15) jako Luke Parker
- Shameless – Niepokorni (2016) jako Dylan
- Notorious (2016) jako Preston Mann
- Magicy (2019) jako Derek
- Dynastia (2019) jako Dale

## Wideoklipy
- „And the Crowd Goes” (2011)
- „Don’t Ya Wish U Were Us?” (2011)
- „We Burnin' Up” Feat. Adam Hicks (2011)
- „Fade In / Fade Out” (2019)